# Utiaritichthys longidorsalis
Espèce
Statut de conservation UICN

 LC  : Préoccupation mineure
Utiaritichthys longidorsalis est une espèce de poissons d'eau douce de la famille des Serrasalmidae.

## Description
« Le profil dorsal est concave jusqu'à la pointe du postoccipital, puis rectiligne et légèrement oblique jusqu'à l'origine de la dorsale. La base de la dorsale est peu inclinée. Chez la femelle la base de l'anale est plus oblique que chez le mâle. La tête est courte, mais chez le mâle l'os suboperculaire et plus large et confère un aspect plus long à la tête. Le museau n'est pas busqué et son profil est régulièrement arrondi. (...) Le corps est marron clair chez la femelle et plus foncé chez le mâle. La partie inférieure des flancs est plus claire que la partie supérieure. Des tâches éparses, plus grandes que le diamètre de l’œil, sont dispersées sur les flancs. »

— Jégu et al. (1992)
La longueur maximale (LS) observée pour cette espèce est de 20,3 cm.

### Diagnose
Utiaritichthys longidorsalis se distingue de ses congénères par un nombre inférieur d'écailles perforées sur la ligne latérale (78-82, contre 99-101 chez Utiaritichthys esguiceroi et 69-72 chez Utiaritichthys sennaebragai) ; un nombre plus élevé d'épines prépelviennes (28-31, contre 17-19 chez U. esguiceroi et 9-10 chez U. sennaebragai) ; et un nombre inférieur d'épines postpelviennes (14, contre 20-21 chez U. esguiceroi et 15-17 chez U. sennaebragai).
Le nombre d'écailles circumpedunculaires chez U. longidorsalis est également distinct (33-35 contre 23-25 chez U. esguiceroi et 30-48 chez U. sennaebragai). De plus, U. longidorsalis se différencie de U. esguiceroi par une largeur interdorsale plus petite (7,1-7,9 contre 11,8-15,6% de la longueur standard) et une longueur de base de la nageoire adipeuse plus petite (3,7-3,8 contre 4,2-5,8% de la longueur standard).

## Répartition

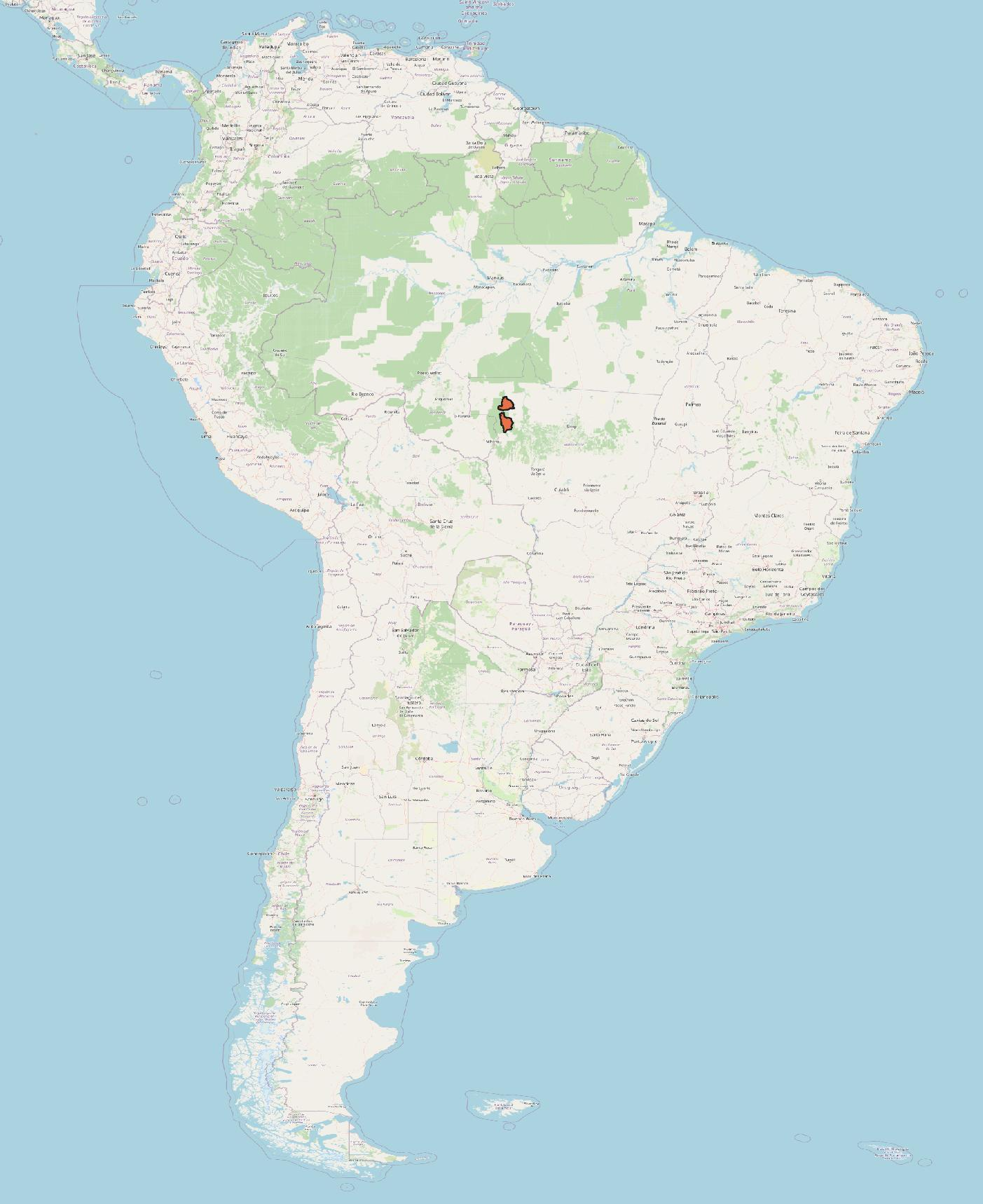
Emprise de l'aire de distribution d’U. longidorsalis au Brésil d'après l'UICN (2024).

Utiaritichthys longidorsalis est endémique du Brésil, ayant été trouvé uniquement dans sa localité type, le rio Aripuanã, dans le bassin du rio Madeira, en amont de la cascade de Dardanelos, dans l'État du Mato Grosso (voir emprise sur la figure).

## Régime alimentaire
Utiaritichtys présente un régime alimentaire marqué par une phytophagie spécialisée dans les fleurs, les feuilles et les tiges de certaines Podostemaceae, plantes adventices des rivières, que l'on ne trouve que dans les rapides.

## Systématique
Le nom valide complet (avec auteur) de ce taxon est Utiaritichthys longidorsalis Jégu (d), Tito de Morais (d) & Santos (d), 1992.
Les études moléculaires ont montré que les Utiaritichthys ont toujours été imbriquées au sein du genre Myloplus sensu lato ce qui pose la question d'une éventuelle mise en synonymie de ces deux genres.

## Publication originale
- M. Jégu, L. Tito de Morais et G.M. dos Santos, « Redescription des types d’Utiaritichthys sennaebragai Miranda Ribeiro, 1937 et description d’une nouvelle espèce du bassin amazonien, U. longidorsalis (Characiformes, Serrasalmidae) », Cybium, France, vol. 16, no 2,‎ avril 1992, p. 105-120 (ISSN 0399-0974, e-ISSN 2101-0315, DOI 10.26028/cybium/1992-162-001, lire en ligne, consulté le 29 mars 2024).

## Étymologie
Le nom d'espèce fait référence à la base de la dorsale (du latin dorsalis) qui est allongée (du latin longus) chez cette espèce.
Le nom de genre provient du nom d'une chute d'eau dans la rivière Papagayo, nommée Utiariti à Campo Novo do Paresis, dans la commune de Sapezal,  Mato Grosso.